# Издательство Университета Джонса Хопкинса
Издательство Университета Джонса Хопкинса (англ. Johns Hopkins University Press, сокр. JHU Press или JHUP) — издательское подразделение Университета Джонса Хопкинса.

## История и деятельность
Было основано в 1878 году и является старейшим постоянно действующим университетским издательством в Соединенных Штатах; издает книги и журналы, а также управляет другими проектами, включая электронные базы данных. Штаб-квартира находится в районе Чарльз-Виллидж города Балтимора, штат Мэриленд.
В 2017 году, после выхода на пенсию Кэтлин Кин (Kathleen Keane), которой приписывают модернизацию JHU Press для цифровой эпохи, университет назначил нового директора — Барбару Поуп (Barbara Pope).

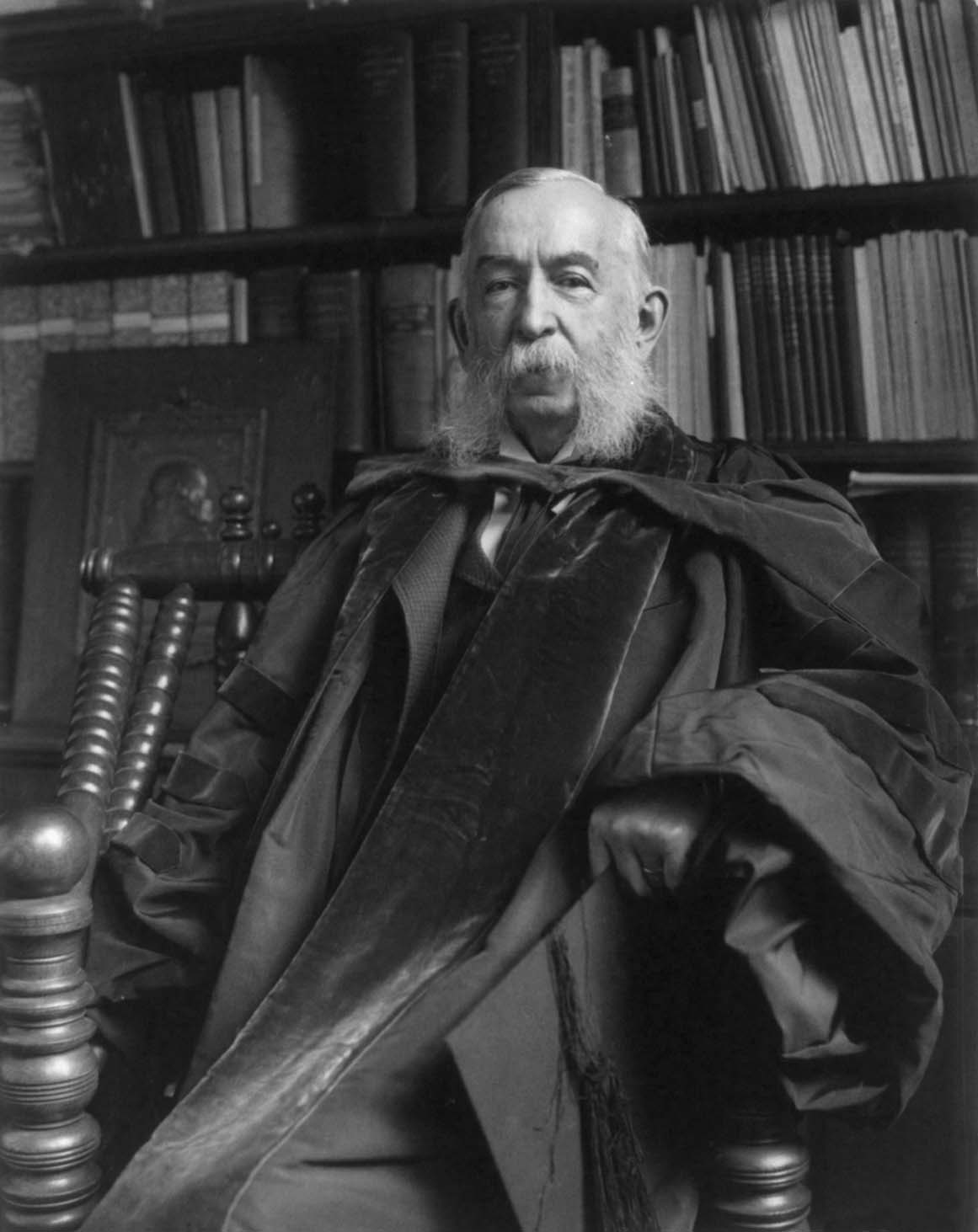
Дэниел Гилман

Издательство открыл Дэниел Гилман — первый президент Университета Джонса Хопкинса. Сначала оно служило для издания университетских работ, опубликовав American Journal of Mathematics в первый год своего существования и Journal of the American Chemical Society — во второй год. Первой напечатанной книгой в издательстве Университета Джонса Хопкинса была работа «Sidney Lanier: A Memorial Tribute» (1881 год) — в честь поэта Сиднея Ланье, который был одним из первых писателей, преподававших в университете. В 1891 году издательство стало называться Johns Hopkins Press, а с 1972 года — Johns Hopkins University Press.
После различных переездов в университетском кампусе Homewood Campus и за его пределами, издательство приобрело в 1993 году постоянное здание в балтиморском районе Чарльз-Виллидж, переехав в отремонтированную бывшую церковь, построенную в 1897 году (была церковью римско-католического прихода Святых Филиппа и Иакова). В настоящее время в этом здании размещаются также офисы издательства Университета Джонса Хопкинса.
За всю историю издательства, у него было всего восемь директоров:
- Николас Мюррей (1878—1908),
- Кристиан Диттус (1908—1948),
- Гарольд Ингл (1948—1974),
- Джек Гёлльнер (1974—1996)[9],
- Уиллис Реджер (1996—1998)[10],
- Джеймс Джордан (1998—2003),
- Кэтлин Кин (2003—2017),
- Барбара Поуп (с 2017).